# American Friends Service Committee

Quäkerstern als AFSC-Logo

Das American Friends Service Committee (AFSC) wurde während des Ersten Weltkriegs 1917 gegründet.
Seine Mitglieder sind Quäker, die aus Glaubensgründen den Wehrdienst verweigern. Das AFSC organisierte zivile Friedensdienste. Dabei konzentrierten sie sich auf medizinische Versorgung und die Verteilung von Lebensmitteln und Kleidung. Hierbei machten sie keinen Unterschied zwischen Sieger und Besiegten. Nach Ende beider Weltkriege sorgten sie für das Überleben von vielen Kindern in Deutschland.

## Hilfeleistungen

### Zusammenarbeit mit Herbert Hoovers Hilfswerk

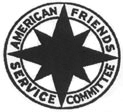
Ein älteres AFSC-Logo

Das „Hilfskomitee der Freunde“ wandte sich nach dem Ende des Krieges an Herbert Hoover mit der Bitte um Zuweisung einer Aufgabe in Europa. Hoover – selbst Quäker und später US-Präsident – war zu diesem Zeitpunkt Direktor der American Relief Administration. Er übertrug dem AFSC für Deutschland die Organisation des zur A.R.A. gehörenden Kinderhilfswerks. Hoover schickte ihnen Fachleute, die wussten, wie man eine derartige Aktion zu Wege bringt, und führte einen Kontakt zwischen den Quäkern und der deutschen Regierung herbei. Die „Freunde“ wurden Mitglied im Europäischen Hilfsrat (European Relief Council, abgekürzt: Eurelcon).
Diese Hilfeleistung mündete später in die Gründung zweier Deutscher Jahresversammlungen, in denen sich Menschen aus Deutschland und Österreich organisierten, die zum Quäkertum konvertierten. Eine von beiden besteht noch heute. In Deutschland wurde das AFSC als Quäkerhilfe bzw. durch den Begriff Quäkerspeisung bekannt.
Ein Interessenkonflikt mit Hoover zeichnete sich im Januar 1921 ab, als das AFSC in Russland tätig war und jener eine A.R.A.-Lebensmittellieferung im Wert von 100.000 Dollar in Aussicht stellte, gekoppelt an die Freilassung amerikanischer Gefangener in sowjetischen Gefängnissen. Hierzu nahmen die Quäker den Standpunkt ein, es nicht als die Aufgabe eines Kinderhilfswerks zu betrachten, die Freilassung politischer Gefangener zu verlangen oder zu verhandeln. Zwar bewilligte Hoover trotzdem die Mittel, war aber aufgebracht und unterließ jede weitere Hilfe, als er zur Überzeugung kam, die Quäker würden nicht die Verantwortung für die Ernährung amerikanischer Inhaftierter übernehmen.
Letztlich bekam Hoover die amerikanischen Gefangenen frei, als sich im Sommer die Ernährungslage verschärfte und in Riga ein Abkommen über eine weitreichende Hilfsaktion zwischen der A.R.A. und der Sowjetregierung zustande kam. Hoover war überzeugt, dass es Hilfeleistung ermöglichen werde, ohne dadurch die bolschewistischen Machthaber zu stützen. Er war bestrebt, alle Eurelcon-Mitglieder auf seine Linie zu verpflichten, und forderte sie am 24. August 1921 bei einem Treffen im US-Handelsministerium auf, sich dem A.R.A.-Direktor unterzuordnen. Die „Freunde“ taten dies widerwillig, zumal Hoover ihnen abverlangte, um eines einheitlichen Auftretens willen vor Ort ihre Verbindung mit den britischen Quäkern zu lösen. Er wollte die Aktion allein aus US-Staatsmitteln und mit russischem Gold finanzieren, die Quäker jedoch bestanden darauf, dass ein öffentlicher Aufruf zur Hilfe für Russland erfolgen müsse. Hoover konterte, sie seien der Propaganda von Mühlenbetreibern aufgesessen, und beschuldigte sie eines Zusammengehens mit radikalen Gruppen. Die Hilfsorganisationen wiederum reagierten mit persönlichen Angriffen auf Hoover, was ihn in einem Schreiben an AFSC-Chef Rufus Jones beklagen ließ, sich jemals auf die Aktion, die mit dermaßen vielen Verleumdungen seiner Person einherging, eingelassen zu haben.
Die „Freunde“ unterstanden in Russland nicht den Anweisungen des Moskauer A.R.A.-Hauptquartiers und waren in Sorotschinsk inmitten eines von der Hungersnot am stärksten betroffenen Gebiete untergebracht. Anders als bei der A.R.A. üblich, gehörten zu dem knappen Dutzend Leute auch erfahrene Nothelferinnen. Vom bisweilen unpersönlichen, geschäftsmäßigen Auftritt der A.R.A unterschieden sie sich durch eine umgänglichere Form der Nothilfe. Die anhaltenden Meinungsverschiedenheiten zwischen New York und Philadelphia führten schließlich im Februar 1922 zum Bruch mit Hoovers A.R.A. und zur Verschmelzung mit der Hilfsaktion der britischen Quäker – sehr zum Verdruss der „Freunde“ im Wolgatal, welche die Methoden der britischen Abteilung als „uneffektiv“ bezeichneten und den „Unterschied im Temperament“ bemängelten.

### Nachkriegshilfe 1945
Mit Beendigung des Zweiten Weltkriegs kamen die Vertreter des AFSC zum zweiten Mal nach einem Krieg nach Europa, jedoch in einen vom neuerlichen Krieg wesentlich mehr zerstörten Kontinent. Das Ziel des Komitees ist es, tausende Kinder vor dem Verhungern und Erfrieren zu bewahren. Diese Hilfeleistungen blieben über Jahrzehnte im kollektiven Gedächtnis der Deutschen und wurden zu dem stehenden Begriff Quäkerspeisung.
Außerdem gründeten Quäker- wie Mennoniten-Organisationen und weitere Religionsgemeinschaften sowie genossenschaftliche und gewerkschaftliche Zusammenschlüsse (insgesamt 22 Organisationen) 1945 – die Cooperative for American Remittances to Europe (heute CARE International), die Ende der 1940er Jahre die CARE-Pakethilfe – hauptsächlich für West- und Südeuropa sowie wenig später auch für Linderung der Kriegsschäden in Ostasien, organisierte.

### Arbeit nach 1955
1996 gründete der AFSC zusammen mit der Quäker-Hilfe e. V. (Hilfswerk der deutschen Quäker) die Quäker-Hilfe Stiftung, die Hilfsprojekte der Quäker in vielen Ländern der Welt finanziell unterstützt.
Noch heute ist das AFSC aktiv. Das AFSC unterstützt das Quaker United Nations Office (QUNO) in New York City als die Vertretung des Quäkertums im UNO-Hauptquartier.

## Auszeichnungen
Stellvertretend für die Bemühungen organisierter und nicht organisierter Quäker, wurde dem AFSC gemeinsam mit der britischen Quäkerorganisation Quaker Peace and Social Witness 1947 der Friedensnobelpreis verliehen.